# Goranski nadjev
Goranski nadjev (poznat kao nadelo ili želudac) naziv je za tradicionalni uskrsni specijalitet iz Gorskog kotara.
Jelo se priprema od kuhane šunke, svježih jaja, mladog luka, špeka, kruha, soli i papra i tom smjesom se puni goveđi želudac koji se prvo kuha a zatim peče i ohlađen služi za uskrsni doručak.